# Verrerie de Nuutjärvi
La Verrerie de Nuutjärvi (finnois : Nuutajärven lasitehdas) était une verrerie située dans le village de Nuutjärvi à Urjala en Finlande. 

## Présentation
Au printemps 2014, Fiskars a transféré la production de Nuutajärvi à Iittala.
Avant l'arrêt de la production l'usine de Nuutajärvi était la plus ancienne verrerie de Finlande,.
La Direction des musées de Finlande a inscrit la verrerie au répertoire des sites culturels construits d'intérêt national